# Středojizerská tabule
Středojizerská tabule je geomorfologický podcelek ve střední a severní části Jizerské tabule. Zaujímá části okresů Mladá Boleslav a Mělník ve Středočeském kraji a okresu Česká Lípa v Libereckém kraji. Nejvyšším vrcholem podokrsku, potažmo celé Jizerské tabule, je Rokytská horka (410 m).

## Charakter a geologie
Zejména v severní části jsou i menší neovulkanické čedičové suky. Především jižní část v povodí Strenického potoka se plynule sklání k jihovýchodu k údolnímu zářezu Jizery.

## Poloha
Podcelek se mezi městy Kuřívody, Mnichovo Hradiště, Mladá Boleslav, Benátky nad Jizerou a Mšeno. Na severozápadě sousedí s Ralskou pahorkatinou, na severovýchodě a východě s Jičínskou pahorkatinou a na jihu se sesterským podcelkem, Dolnojizerskou tabulí.

## Geomorfologické členění
Podcelek Středojizerská tabule (dle třídění Jaromíra Demka VIB–2A) má v geomorfologickém členění další dva okrsky:
- Bělská tabule (VIB–2A–1)
- Skalská tabule (VIB–2A–2)

Kompletní geomorfologické členění celé Jizerské tabule uvádí následující tabulka:
| Geomorfologické členění Jizerské tabule                                | Geomorfologické členění Jizerské tabule | Geomorfologické členění Jizerské tabule |
| ---------------------------------------------------------------------- | --------------------------------------- | --------------------------------------- |
| ČESKÁ VYSOČINA • Česká tabule • Středočeská tabule                     |                                         |                                         |
| STŘEDOJIZERSKÁ TABULE                                                  | Bělská tabule                           | Rokytská horka (410 m)                  |
| STŘEDOJIZERSKÁ TABULE                                                  | Skalská tabule                          | Horka (385 m)                           |
| DOLNOJIZERSKÁ TABULE                                                   | Košátecká tabule                        | Kurfirstský vrch (304 m)                |
| DOLNOJIZERSKÁ TABULE                                                   | Luštěnická kotlina                      | Lánský kopec (221 m)                    |
| DOLNOJIZERSKÁ TABULE                                                   | Jabkenická plošina                      | Zámrsky (280 m)                         |
| DOLNOJIZERSKÁ TABULE                                                   | Vrutická pahorkatina                    | Benátecký vrch (251 m)                  |
| PROVINCIE • Subprovincie • Oblast / Celek / PODCELEK • Okrsek • Vrchol |                                         |                                         |

## Nejvyšší vrcholy
- Rokytská horka (410 m), Bělská tabule
- Jezovská horka (400 m), Bělská tabule
- Radechov (392 m), Bělská tabule
- Horka (385 m), Skalská tabule
- Orlí (381 m), Bělská tabule
- Lysá hora (365 m), Bělská tabule
- Malý Radechov (357 m), Bělská tabule
- Komošín (351 m), Bělská tabule
- Bezvel (340 m), Skalská tabule
- Šibeniční vrch (337 m), Bělská tabule
- Hradiště (314 m), Skalská tabule

## Fotogalerie

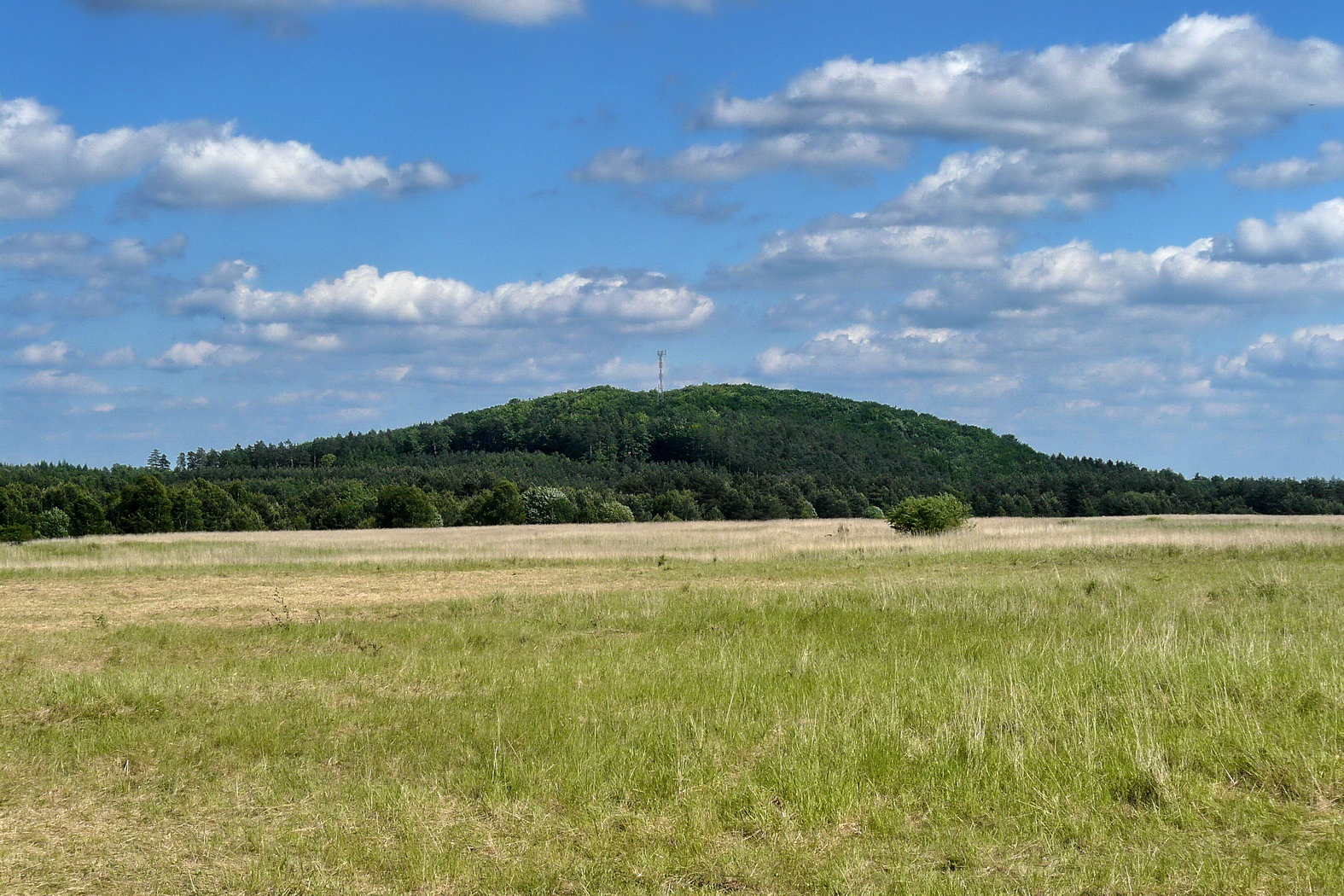
Jezovská horka od severozápadu
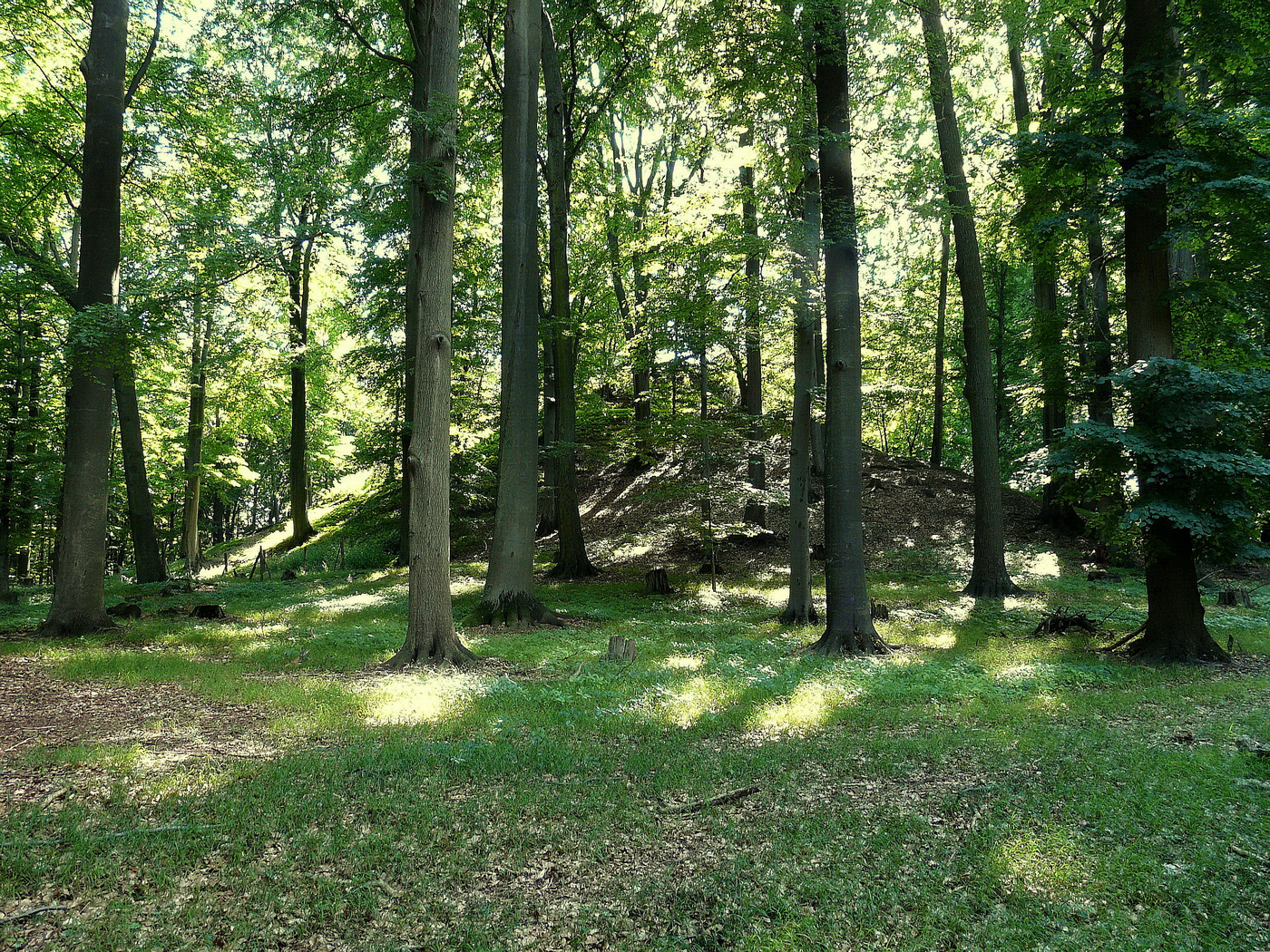
Jižní vrchol Radechova
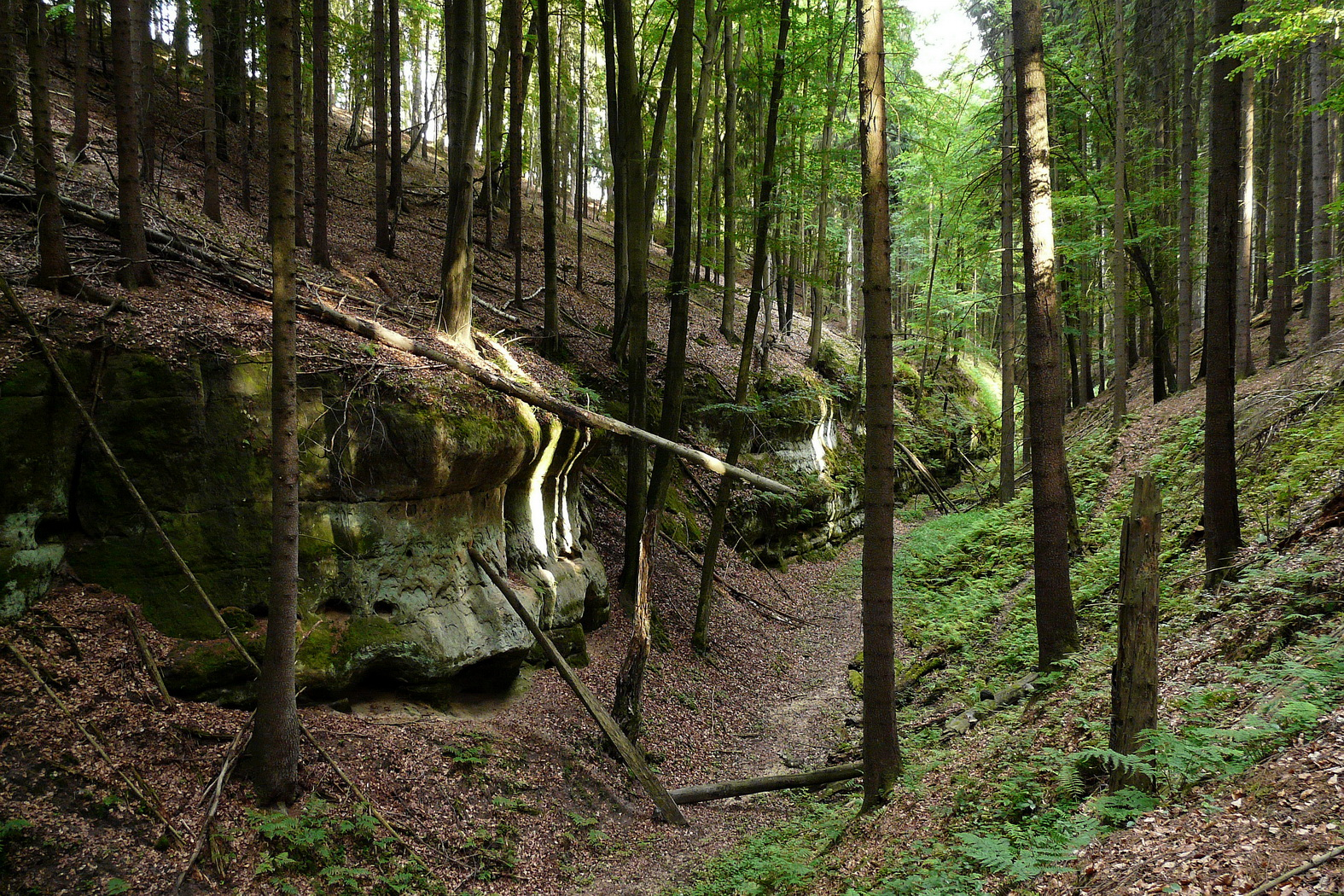
Bukovské ochozy pod Orlím
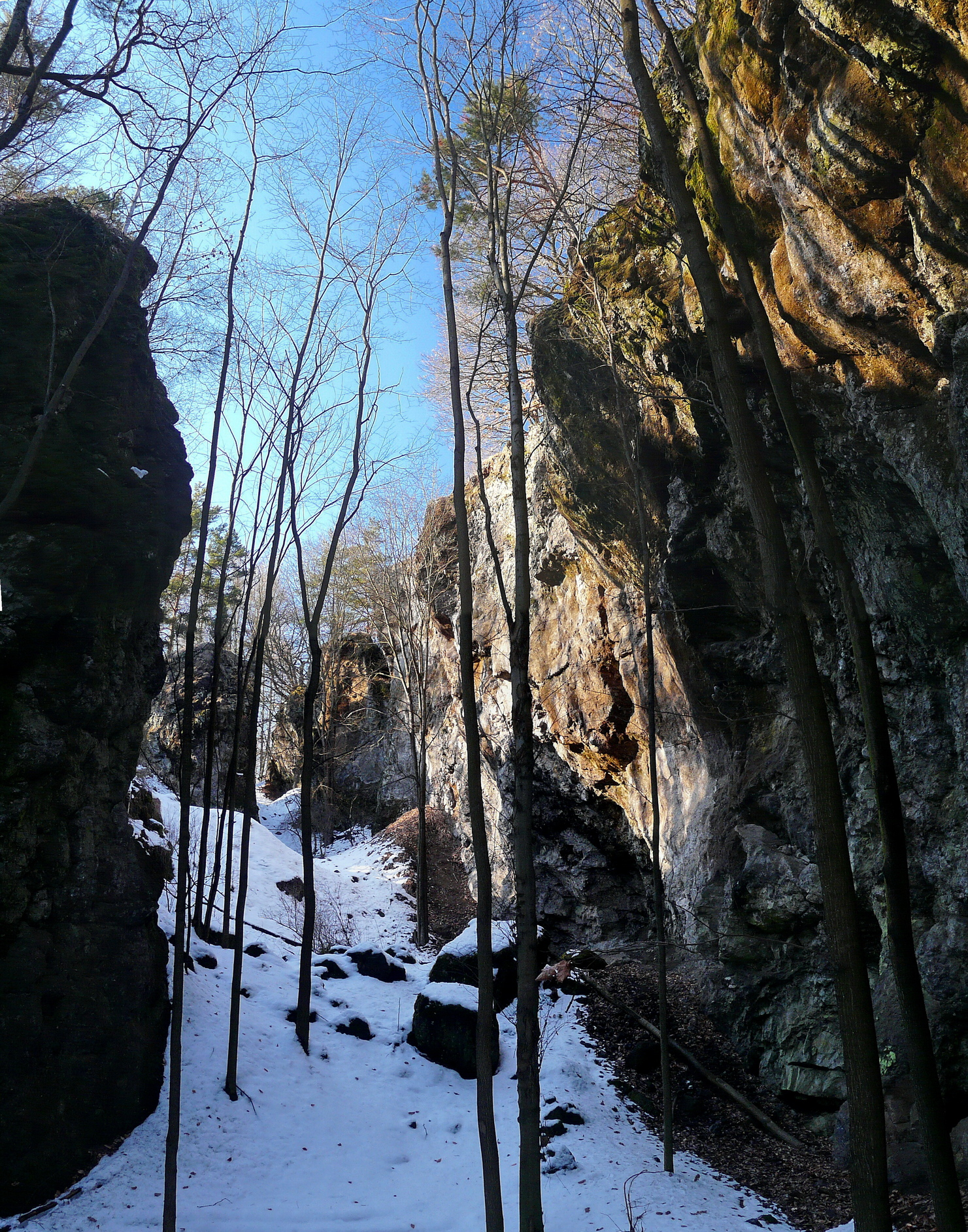
Lom čediče na Lysé hoře
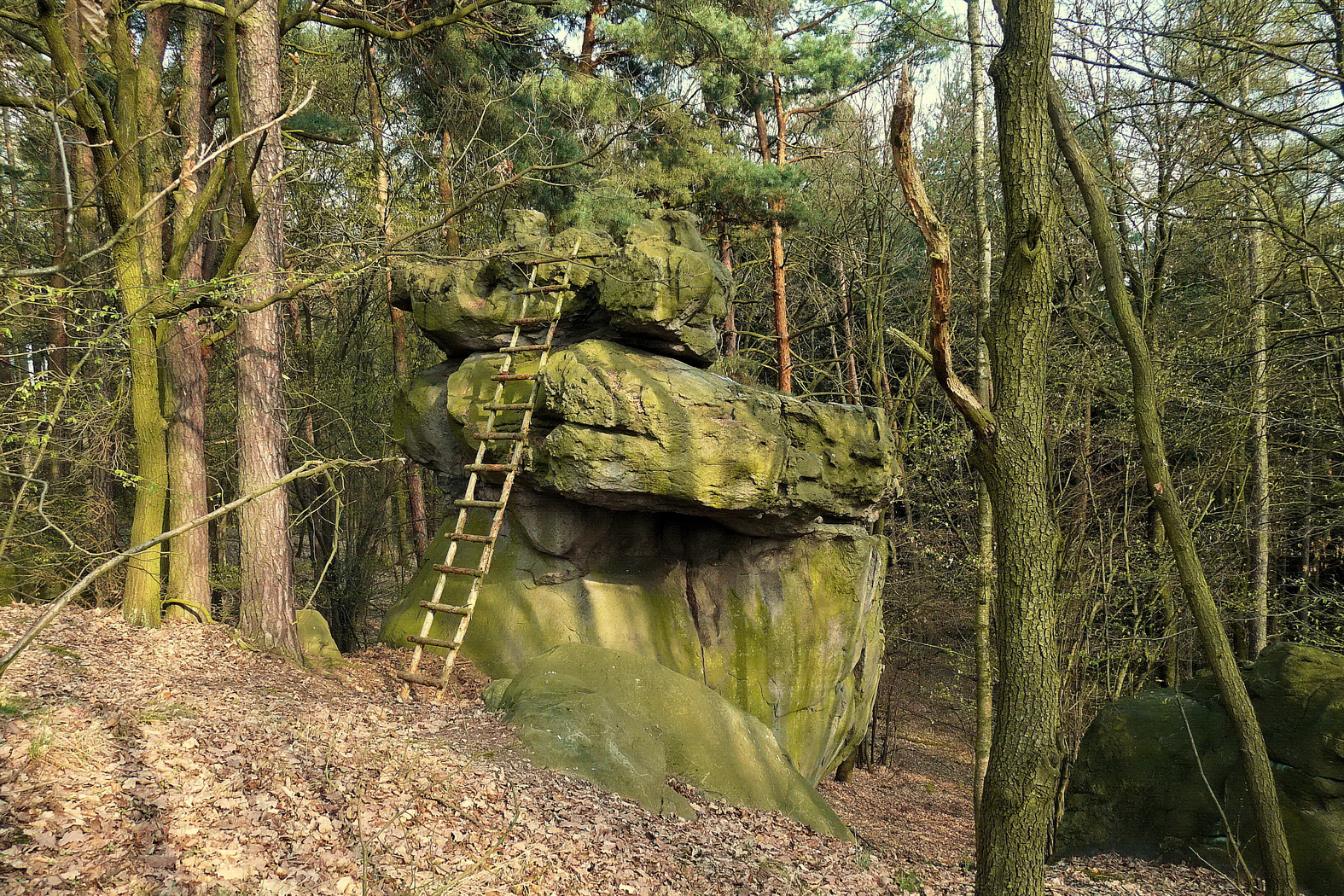
Skalní věž na Bezvelu
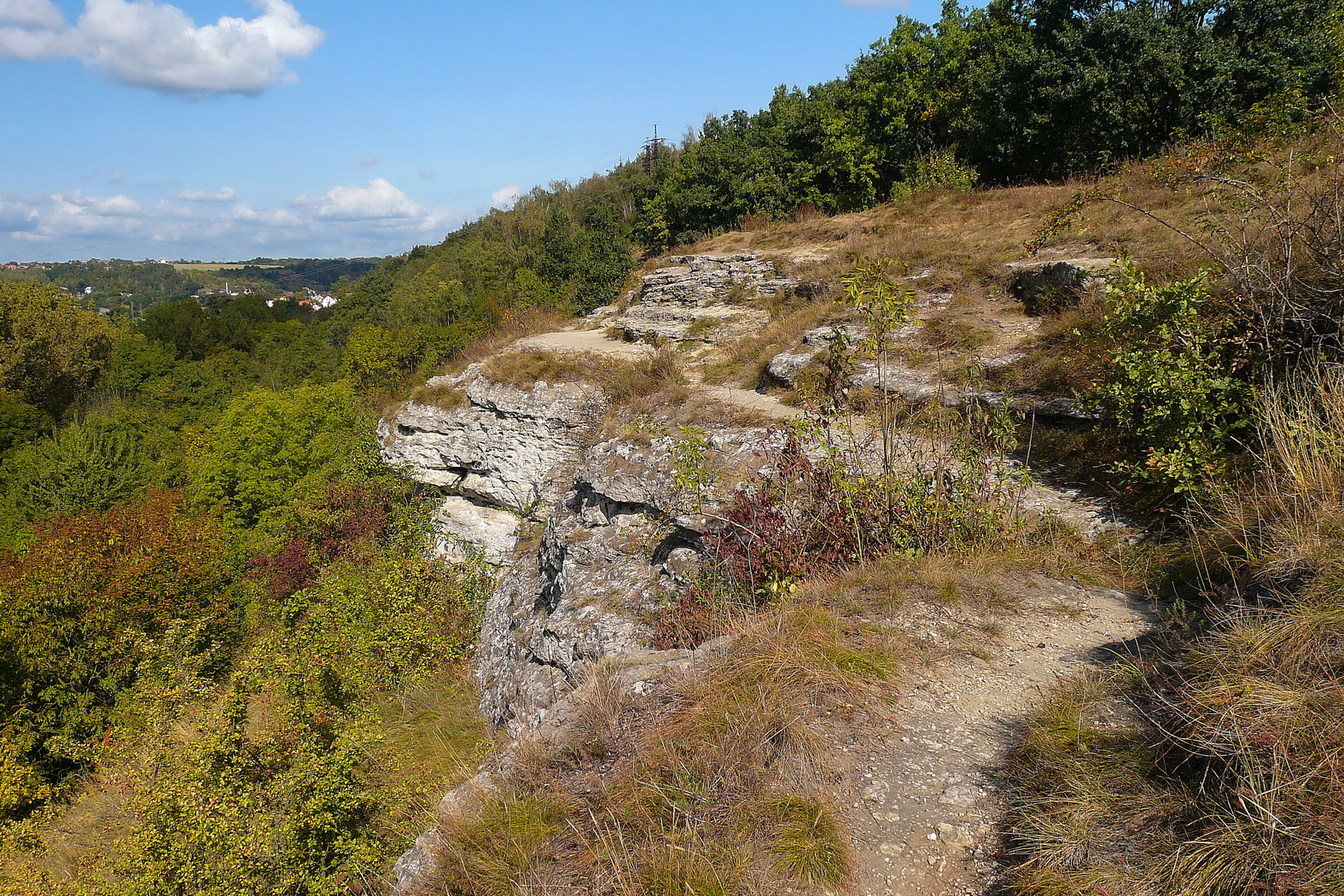
Svahy Radouče nad údolím Jizery